# Fenton (New York)
Pour les articles homonymes, voir Fenton.
Fenton est une ville du comté de Broome, dans l' État de New York, aux États-Unis,. En 2010, elle comptait une population de 6 674 habitants, estimée au 1er juillet 2016 à 6 646 habitants. La ville est incorporée en 1855.

## Démographie
Lors du recensement de 2010, la ville comptait une population de 6 674 habitants. Elle est estimée, en 2016, à 6 646 habitants.